# Celine Cawley
Celine Cawley (ur. 1962, zm. 15 grudnia 2008) – irlandzka modelka i aktorka, założycielka oraz dyrektor zarządzający wytwórni Toytown Films.

## Życiorys
Była córką znanego dublińskiego adwokata Jamesa Cawleya. W wieku 17-lat została odkryta przez Johnna Casanove z agencji modelingowej Elite i rozpoczęła karierę modelki w Nowym Jorku. Współpracowała z American Vogue oraz domem mody Christiana Diora. W 1985 roku zagrała epizodyczną rolę w czternastym oficjalnym filmie o przygodach Jamesa Bonda pt. Zabójczy widok (tytuł oryginalny „A View to a Kill”) u boku Rogera Moore’a. Celine Cawley zmarła 15 grudnia 2008 roku w wyniku pobicia. Za nieumyślne spowodowanie śmierci Celine Cawley został skazany jej mąż Eamonn Lillis.
Pisarka Abigail Rieley poświęciła śmierci Celine Cawley książkę pt. Death on the Hill: The Killing of Celine Cawley (Wydawnictwo: O’Brien Press, 24 maja 2010, ISBN 1-84717-218-0).